# HD 38858
HD 38858 är en ensam stjärna i den mellersta  delen av stjärnbilden Orion. Den har en  skenbar magnitud av ca 5,97 och är svagt synlig för blotta ögat där ljusföroreningar ej förekommer. Baserat på parallaxmätning inom Hipparcosuppdraget ca 65,9 mas, beräknas den befinna sig på ett avstånd på ca 50 ljusår (ca 15 parsek) från solen. Den rör sig bort från solen med en heliocentrisk radialhastighet på ca 31 km/s.
Primärstjärnan HD 38858 A är en solliknande gul till vit stjärna i huvudserien av spektralklass G4 V. Den har en massa som är ca 0,89 solmassor, en radie som är ca 0,93 solradier och har ca 0,79 gånger solens utstrålning av energi från dess fotosfär vid en effektiv temperatur av ca 5 700 K.
Den senaste observationen av HD 38858 angående stoftskiva eller kometbälte gjordes 2009 av Spitzer Space Telescope och visade ett bälte på ett avstånd av 102 AE med en lutning på 48°. Stjärnan uppvisar en magnetisk aktivitetscykel som är anmärkningsvärt lik solens, med en period på 10,8 år.

## Planetsystem
Exoplaneten HD 38858 b upptäcktes 2011 i omloppsbana inom värdstjärnans beboeliga zon, en zon där jordliknande förhållanden (nämligen närvaron av flytande vatten) på en planets yta är möjliga. Planeten är dock sannolikt en gasjätte, dubbelt så stor som Uranus, en typ av planet som astronomer tror sannolikt inte kan stödja liv av den typ som finns på jorden. Planeten kan emellertid ha en stensatellit som kan upprätthålla en jordliknande miljö. Potentiella hinder för beboelighet hos en eventuell naturlig satellit kan vara excentriciteten hos planetens bana, sannolikheten för att månen är tidslåst i rotationen och sannolik förekomst av geotermisk aktivitet på grund av dess bana runt gasjätten.
Planetens existens är dock omtvistad sedan 2015 och planetsignalen tillskrevs till frekvensdomänaliaset för stjärnans magnetiska aktivitetscykel, även om en annan planet med en omloppsperiod av 198 dygn misstänks.
| Planet        | Massa     | Halv storaxel (AE) | Siderisk omloppstid (d) | Excentricitet | Inklination | Radie |
| ------------- | --------- | ------------------ | ----------------------- | ------------- | ----------- | ----- |
| b (omtvistad) | ≥ 32 ± M🜨 | 1,0376 ± 0,0189    | 407,15 ± 4,2857         | 0,27 ± 0,17   | -           | -     |